# Ярмо

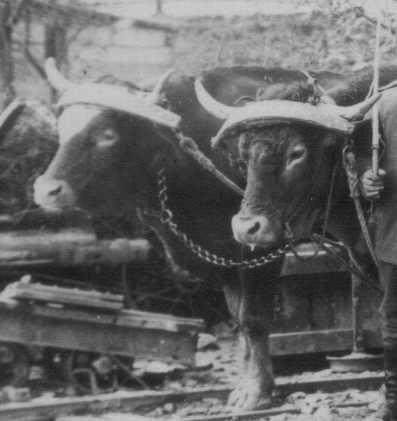
Головне лобне ярмо

Ярмо́ — деталь в упряжці волів, аналог хомута в упряжці коней.
Українське «ярмо» походить від прасл. *(j)arьmo, *(j)arьmъ.

## Історія
Згідно з даними археології, перші ярма з'явилися у 3,5-3 тисячоліттях до н. е. в Єгипті та Межиріччі. Вони були досить примітивні, застосовувалися лише з рогатими тваринами, такі як воли, буйволи, зебу: оскільки кріпилися до рогів (лобні, потиличні).
У праіндоєвропейській мові назва ярма реконструюється як *i̯ugom: від цього слова походять прасл. *igo < *jъgo («ярмо», «іго»), лит. jungas, лат. jugum, нім. Joch, англ. yoke, дав.-гр. ζυγόν, перс. یوغ, санскр. युग. Назви інших елементів упряжі також можуть мати дуже давнє походження: приміром, від пра-і.є. *ei-/*-oi («дишель», «жердина для запрягу») через прасл. *oie походить укр. війя.

## Різновиди

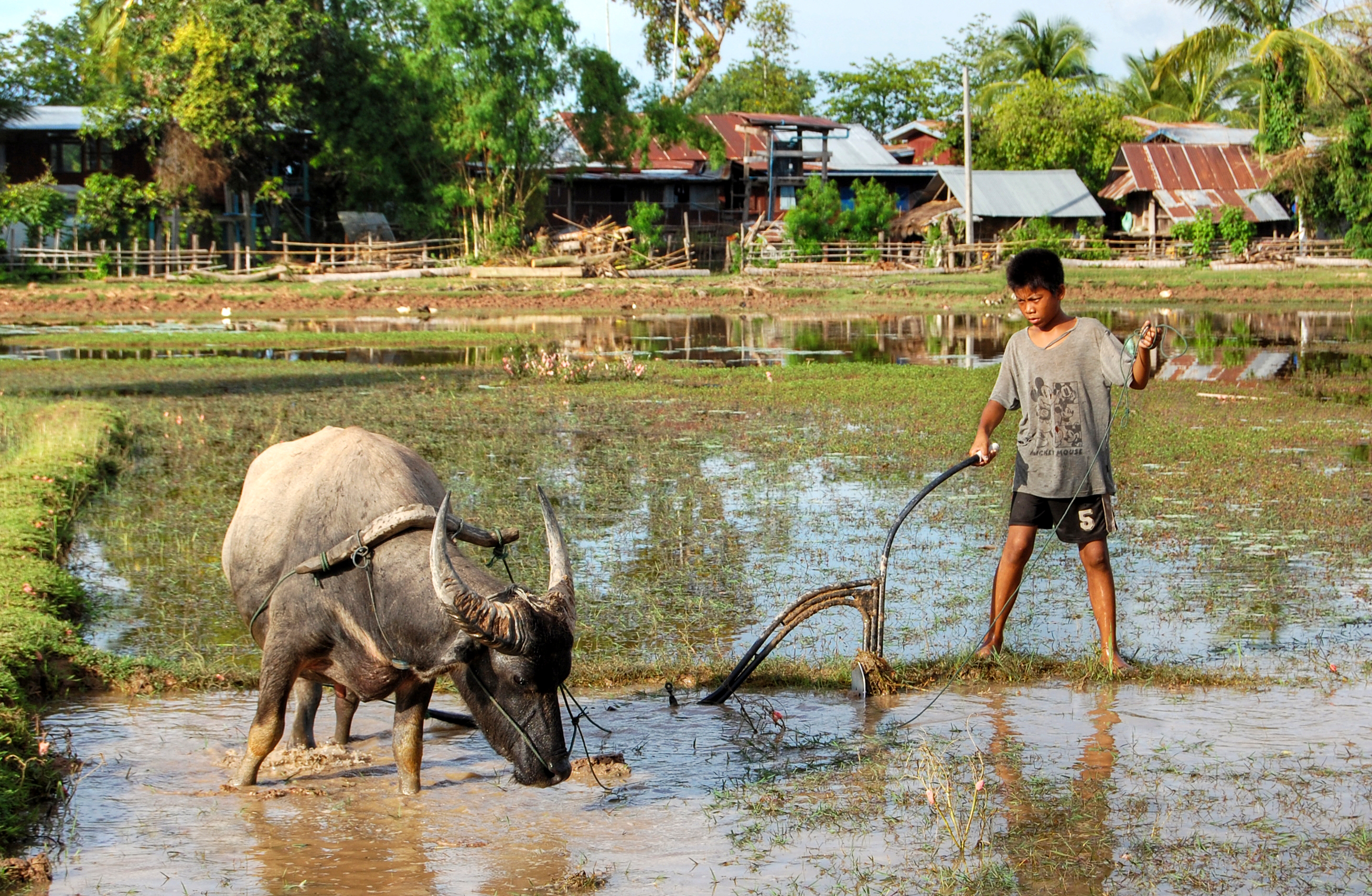
Орання на водяному буйволі, запряженому в одиночне ярмо. Лаос

- Ярмо головне — кріпиться до рогів. У ньому виділяють:
  - Лобне — прилягає внутрішньою поверхнею з подушкою до лоба і прикріплюється до рогів ременями;
  - Потиличне — також прикріплюється до рогів, але ззаду
- Ярмо зашийне — найбільш поширене. В Україні, а також на півдні дореволюційної Росії вживалося парне зашийне ярмо, яке зачіплялося за дишель (війя) простим дерев'яним (лозовим) кільцем (каблучкою) і замикалося на шиї занозою.

Ярма частіше бувають парними, тобто призначеними для пари тварин, але водяних буйволів зазвичай запрягають в одиночне ярмо, що має форму лука. Письмово засвідчене історичне використання одиночного ярма в Північній Америці, Китаю, Африці і Німеччині. На території України одиночне ярмо, аналогічне за конструкцією парному, траплялося в Поліссі; запряженого в нього вола називали «бовкуном». З'єднуватися одиночне ярмо з плугом чи повозкою могло і за допомогою голобель чи посторонків.

## Будова

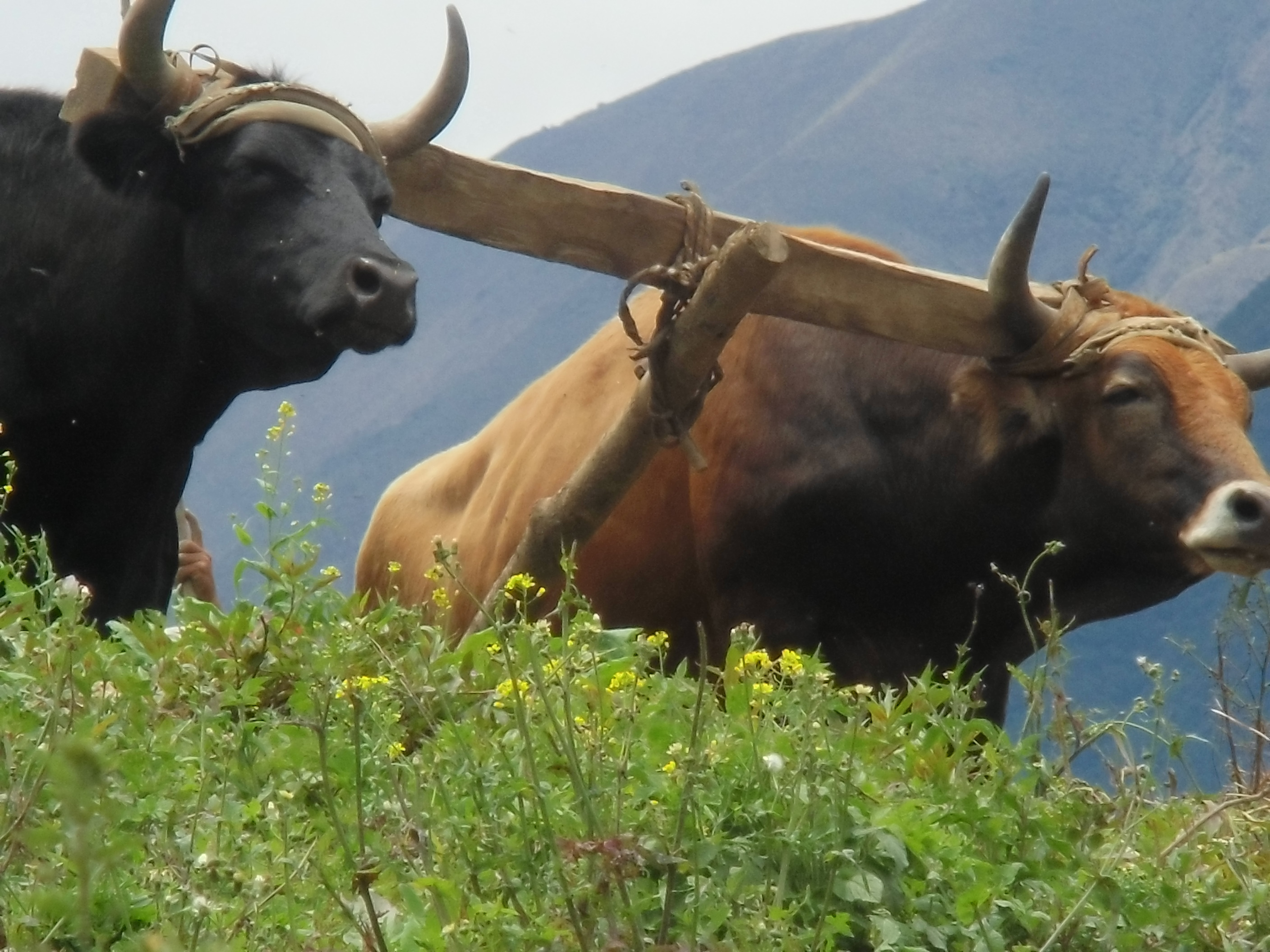
Головне потиличне ярмо

Зашийне ярмо складається з двох основних деталей: чашовини  — верхньої пластини, що лежить на шиї вола, підгірля (підшийка) — нижньої пластини, яка знаходиться під шиєю. Чашовина й підгірля з'єднуються снізками, а ззовні фіксуються занозами. Снізки кріплять до чашовини зверху затягачами або заволічками — шкіряними ремінцями або мотузками, іноді замість затягача у снізок простромляють кілочок. До чашовини кріпиться за допомогою приво́ю дерев'яне плетене кільце — каблучка (облук), яка надівається на довгу жердину — війя (аналог дишла), і фіксується прити́кою.
У гуцулів побутували дещо інші терміни: чашовина звалася «плече», підгірля — «підгорниця», снізок — «смик», занози — «занізки», каблучка — «живець» (залізне кільце) чи «ро́скрут» (кільце з пареного дерева); притика — «прити́качем».
Використовують й інші конструкції ярма: у них підгірля, снози й занози зроблені одним цілим, у вигляді скоб, вставлених знизу в отвори на чашовині.

## Термінологія
- Війце́ — гряділь плуга, розташований між двома парами волів[10]. На одному кінці до нього шворнем чи каблучкою з притикою кріпилося ярмо, на другому — леміш і чепіги.
- Війя́, війє́ — дишель у воловому запрягу; жердина, яка з'єднує віз (плуг) з ярмом. Має вигляд довгої палиці з розвилкою у задній частині: кінці відгалужень кріплять до передньої осі.
- Дві́йло — жердина (колода), що використовувалася для з'єднання ярм при запрягу кількох пар волів цугом[11].
- Зано́зи (однина — зано́за, також зані́з, зані́зка) — зовнішні кілки, палиці, які з'єднують чашовину з підгірлям. На відміну від нерухомих сніз, зроблені рознімними: їх вставляють у край ярма для запирання шиї вола і запобігання випряганню. У гуцулів звались «занізками»[12][13].
- Затя́гач (також заволі́чка) — ремінь для кріплення сніз до чашовини
- Каблу́чка (також облук) — сплетене з дерева, сиром'ятної шкіри, а іноді залізне кільце, яким війя кріпиться до ярма. Також каблучкою зовуть таке ж кільце, яке кріпиться на війї у тому місце, де воно розгалужується — для запобігання розщепленню. У гуцулів дерев'яна каблучка відома під назвою «роскрут», залізна — «живець».
- Підгі́рля (також підгорля, підгірлиця, підшийок) — нижня частина ярма, яка знаходиться під шиєю. У гуцулів звалася «підгорницею».
- Приві́й — мотузка або ремінець, якими кріпиться каблучка до чашовини
- Прити́ка — чека, що вставляється в отвір на кінці війя і фіксує його в каблучці ярма або шворінь, що рухомо з'єднує війя з ярмом. У гуцулів звалася «притикачем».
- Сно́зи або снізки — пара внутрішніх палиць, які з'єднують чашовину з підгірлям. На відміну від заноз, закріплені нерухомо. У гуцулів звалися «смиками».
- Чашовина або чашина — верхня частина ярма. У гуцулів звалася «плечем».

### Інше
- Нали́гач — ремінь, який кріплять до рогів великої рогатої худоби для її прив'язування або водіння на прив'язі[14]. Нали́гувати — прив'язувати ремінь до рогів[15].
- Ключ — одиночне ярмо, закріплене на стовпі, в яке на полонині гуцульські пастухи замикали теля під час доїння корови[16].

## У культурі

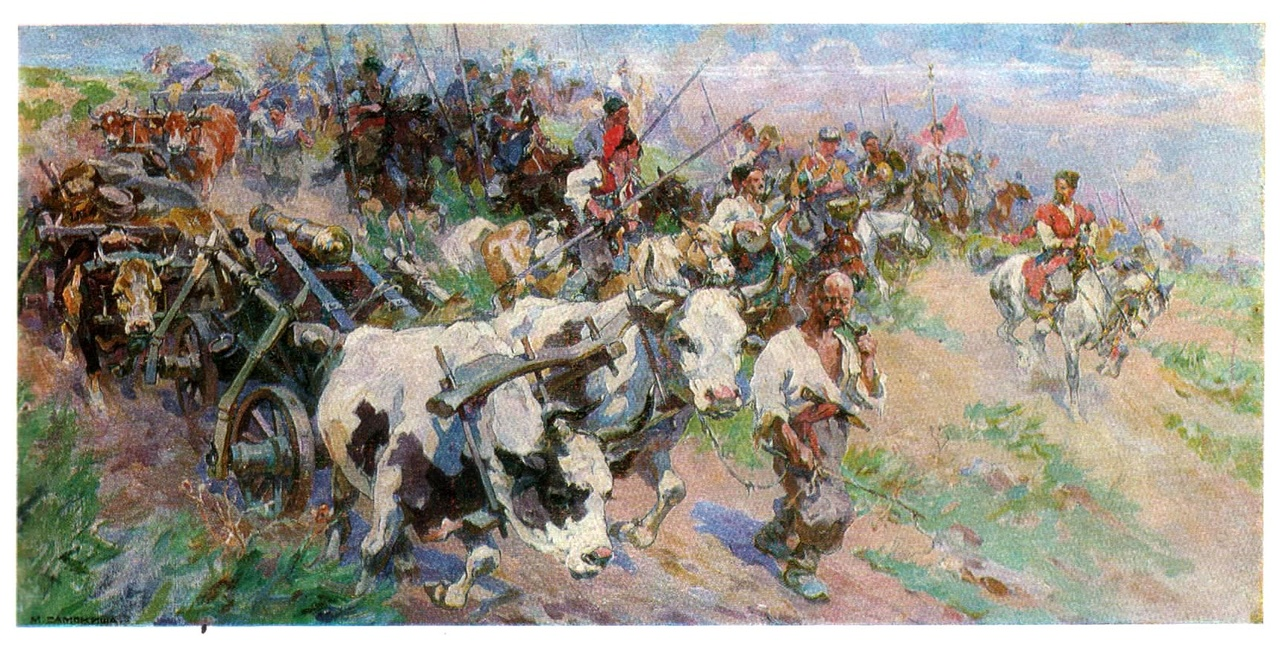
Ярмо на картині М. С. Самокиша «Похід запорожців у Крим»

### Символіка
- Ярмо — символ поневолення, його переносне значення — «тягар», «ноша», «іго» (останнє слово теж колись мало значення «ярмо для худоби»).
- З іншого боку, із запряженими в парне ярмо тваринами асоціювалася подружня пара, взагалі всі, хто трудиться разом: від прасл. *sǫprǫgъ («тварина в парному ярмі») походять такі слова, як супруг («подружжя»), супряга («сумісна робота»). Весільний обряд надягання ярма нареченим донедавна зберігався у гуцулів[17][18]. На Бойківщині молода сідала на ярмо, яке держав на колінах молодий, і він знімав з неї вінок і надягав очіпок[19].
- Ярмо з перехрещеними стрілами було емблемою Іспанської фаланги.

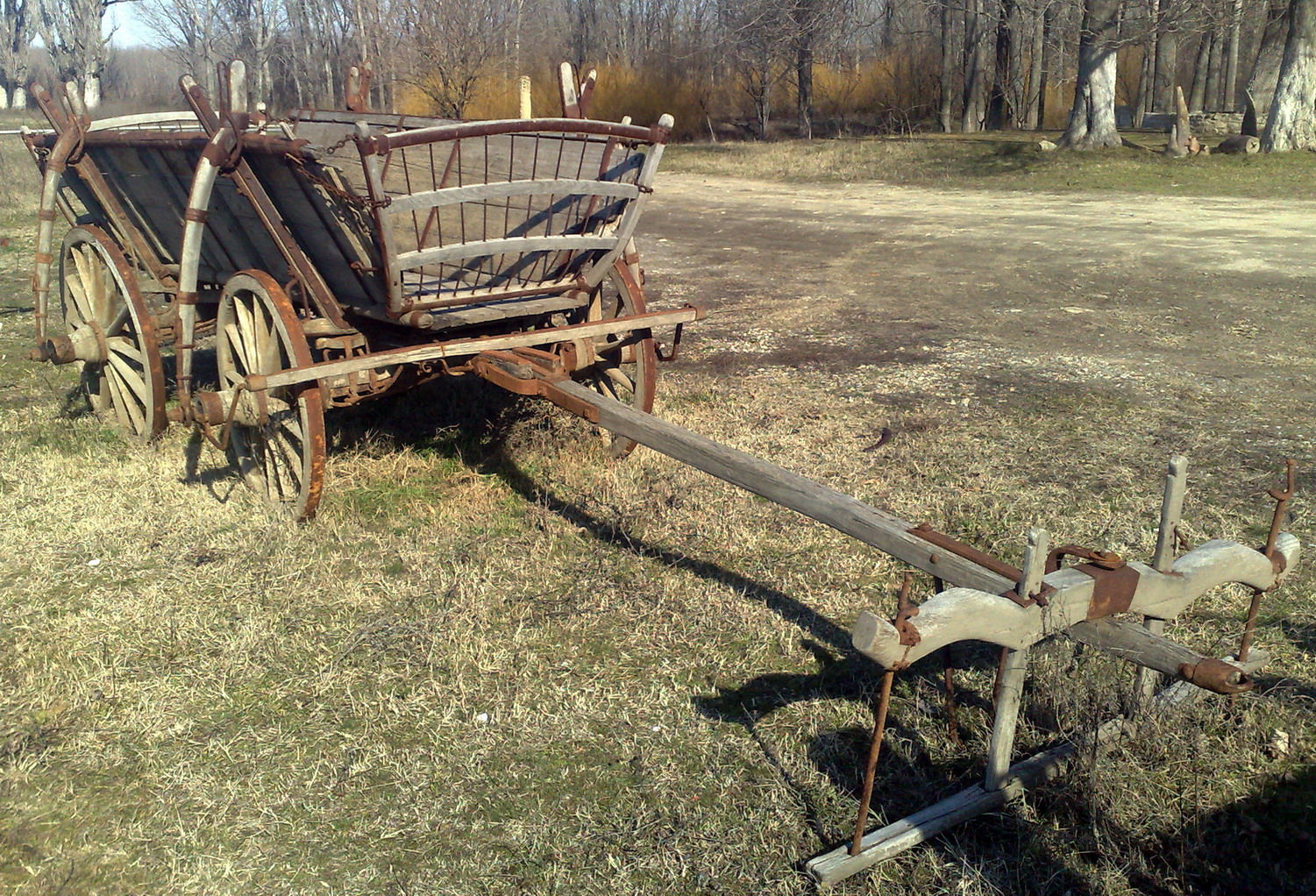
Віз, війя і дерев'яне ярмо із залізними занозами. Румунія

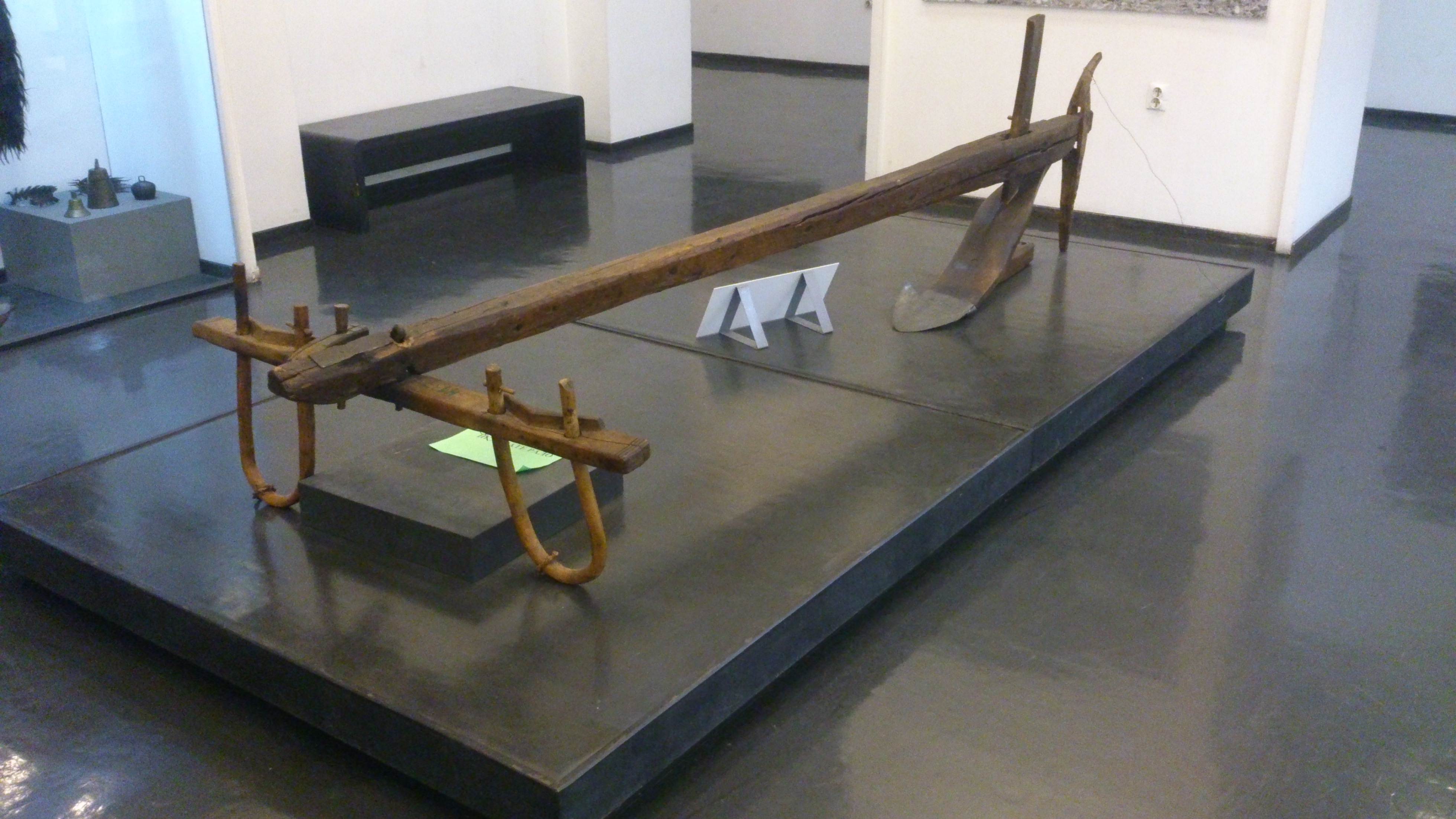
Ярмо з підгірлям у вигляді скоб і гряділем-війцем плуга

### Фразеологія
- Ярмо нарвати — прикріпити ярмо до війя
- Гне шию, як віл у ярмі — про тяжку працю
- Йти неначе у ярмо — дуже неохоче йти
- Запрягати в ярмо — поневолювати
- Притики давати — зачіпати[20]
- Гусяче ярмо — недоладна, невдатна річ[джерело?]

### Прислів'я
- Аби шия — ярмо буде
- Багатому — корона на голову, бідному — ярмо на шию.
- Дарма ярма, аби занози наші
- Коли віл пропав, то пропадай і ярмо!

## Інше
- Словом єрмо, єре́м (фонетичні варіанти ярмо)[21] називалися елементи конструкції деяких механізмів (прохідної ступи, ручного млина).
- Югер — давньоримська міра площі, назва якої (лат. jugerum) пов'язана з jugum («ярмо»).
- Вени, по яких тече кров від головного мозку до серця, називають «яремними» (venae jugulares): латинська назва походить від пізньо-лат. jugulum («шия»), утвореного від jugum.
- Ярмом колись називали ключицю[22].
- «Ярмом» чи «ігом» (jugum) у стародавніх римлян називалися ворітця з двох увіткнутих у землю вертикальних й одного поперечного горизонтального списа, під якими переможці змушували пройти переможених на знак покори. Це називалося sub jugum mittĕre (sub jugo mittĕre, sub jugo abire) — «поставити під ярмо/ярмом»[23].
- Гордіїв вузол, за легендою, кріпив ярмо до війя.

## Галерея

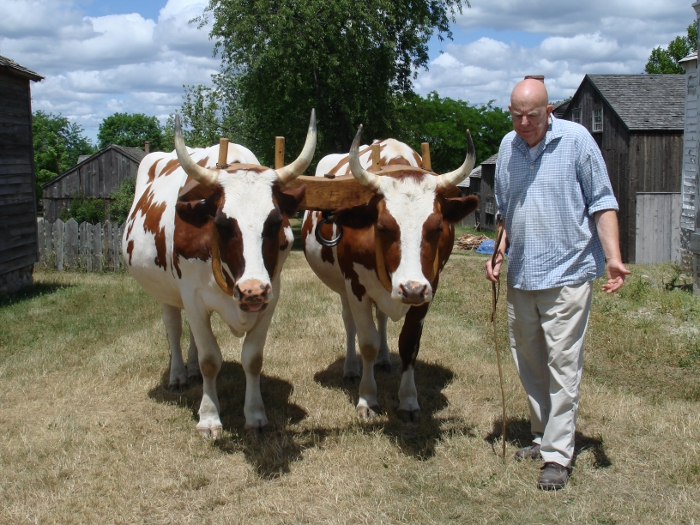
Запряг волів у поселенні Мамфорд, штат Нью-Йорк
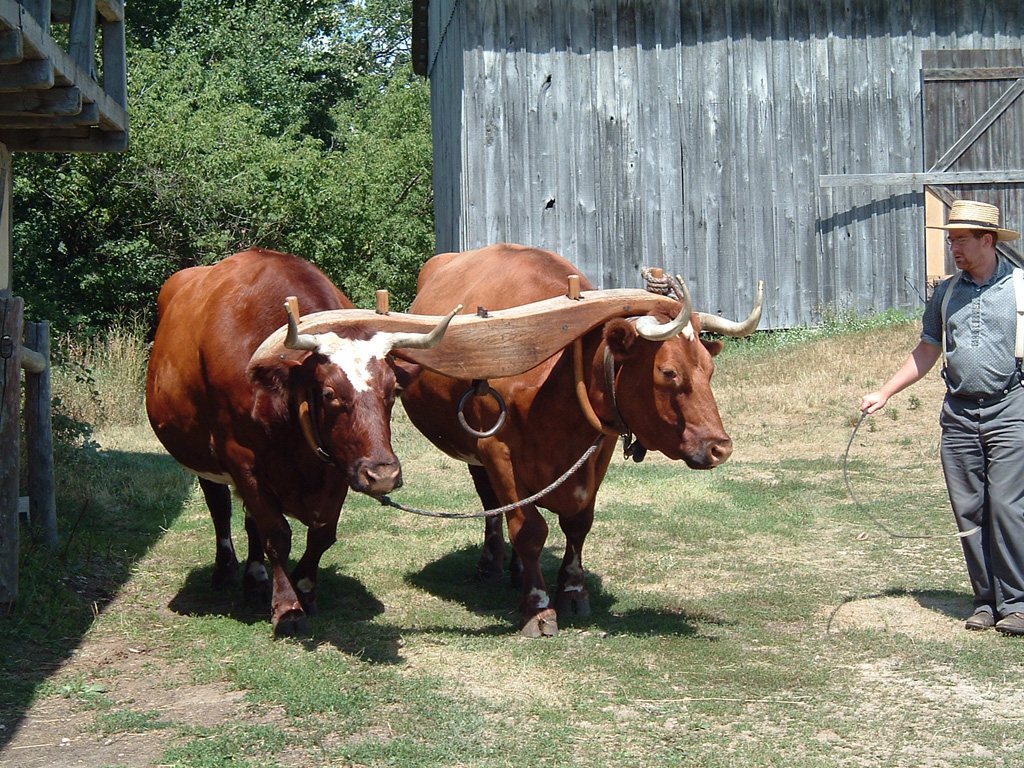
Запряг парним зашийним ярмом. Вісконсин, США
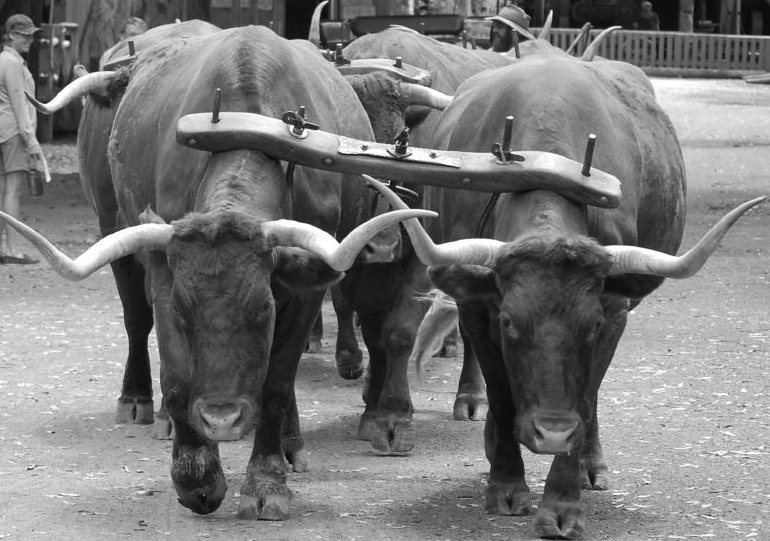
Запряг зашийним ярмом. Середина XX ст.
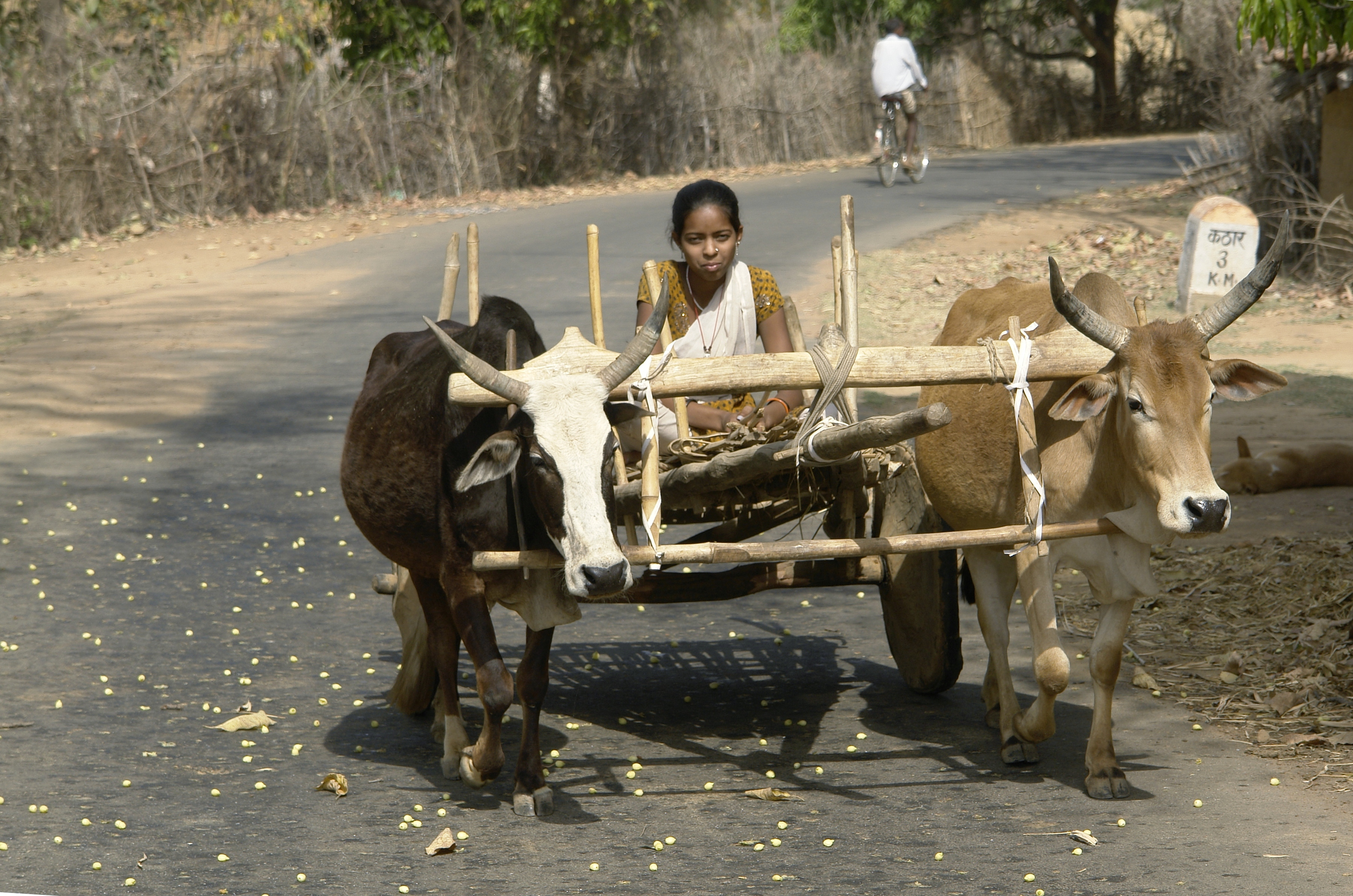
Запряг зашийним ярмом двох зебу в Індії
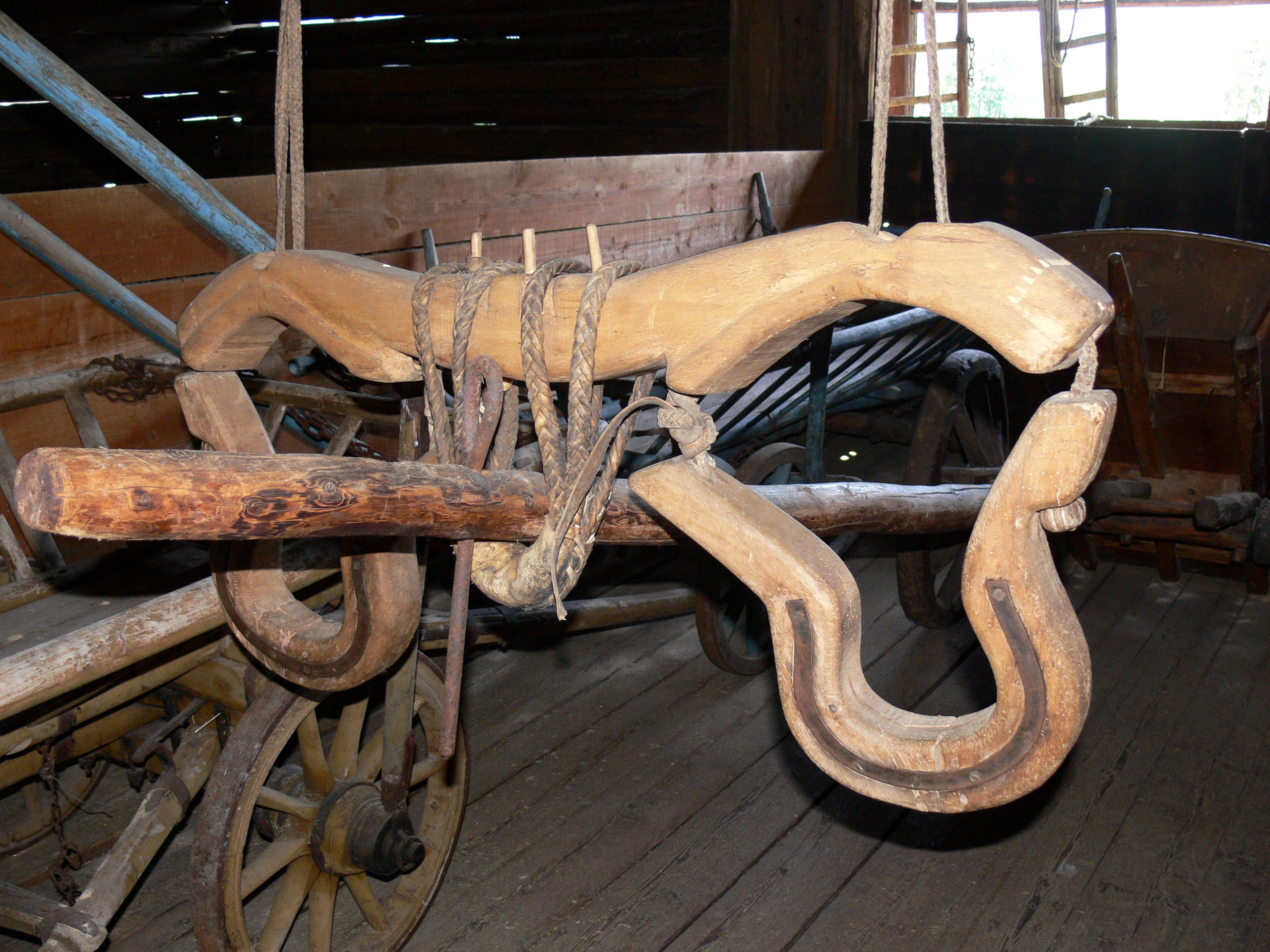
Ярмо в етнографічному музеї у Дітенгаймі
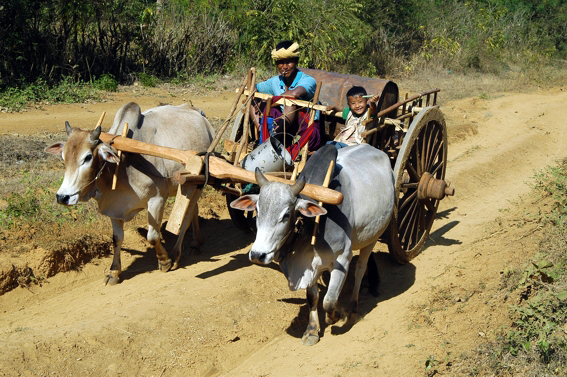
Запряг зашийним ярмом у М'янмі
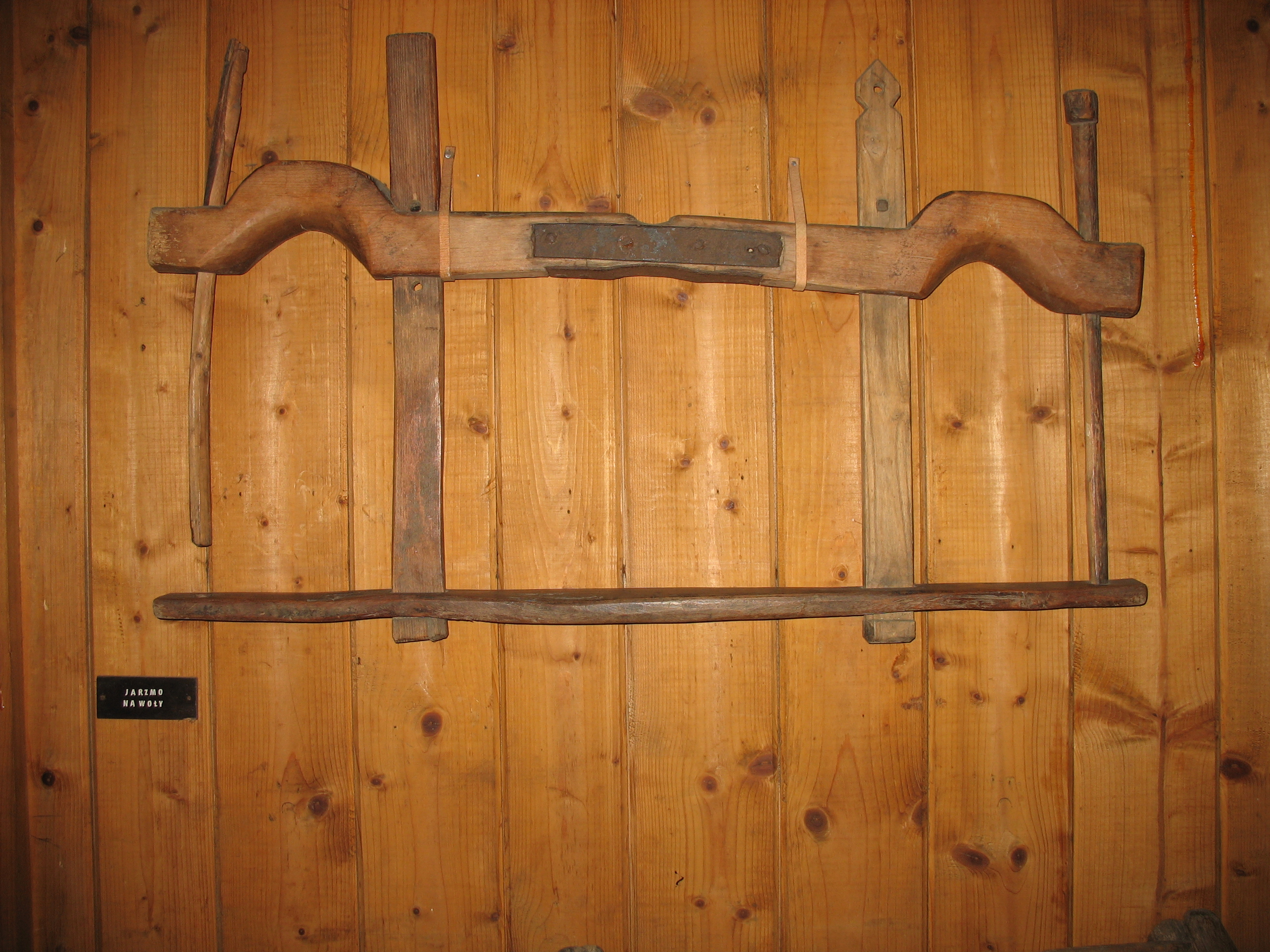
Зашийне ярмо з Музею-садиби Владислава Оркана (Польща).
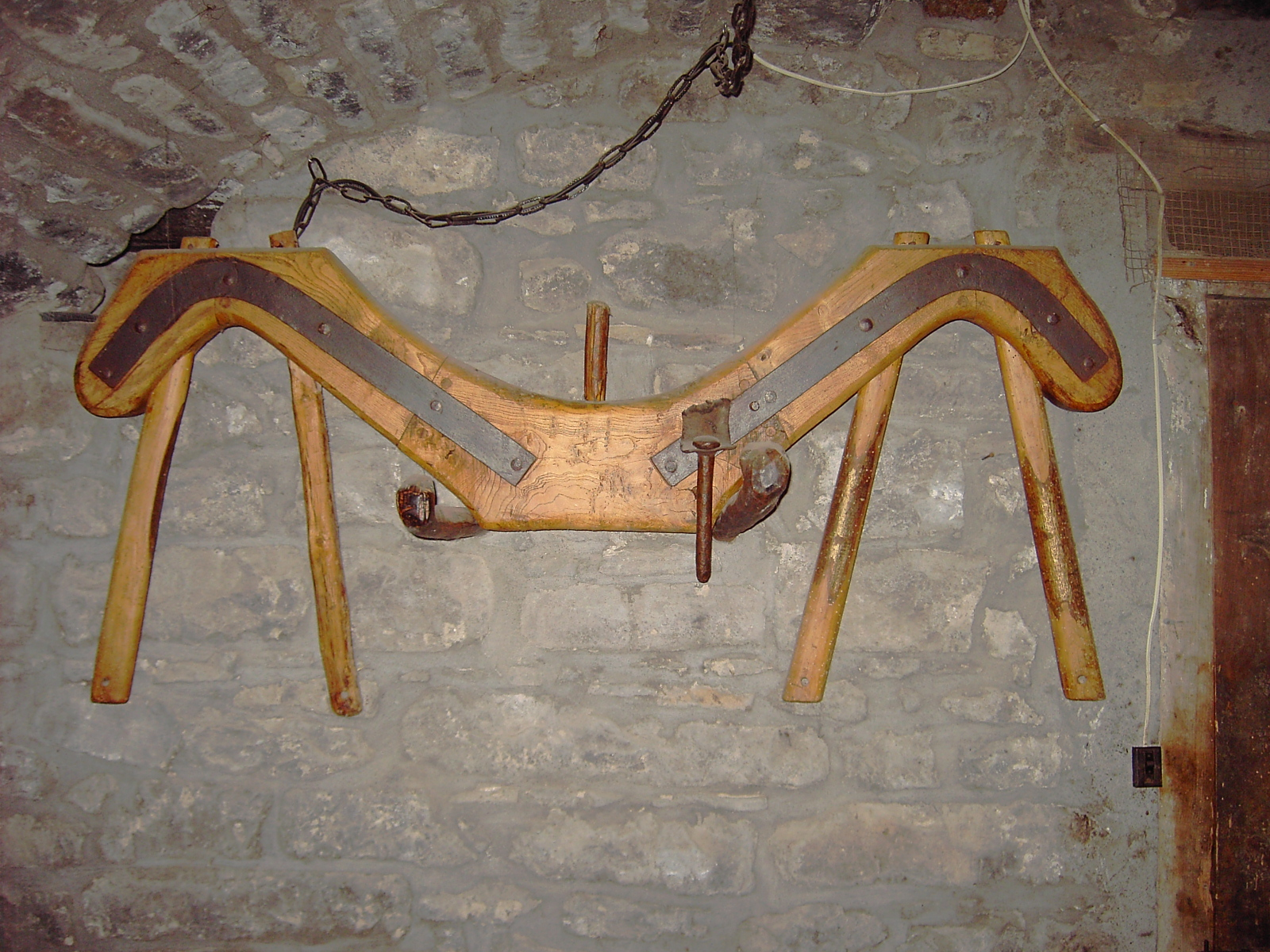
Традиційне іспанське ярмо